# Quảng Yên (tỉnh)

Bản đồ tỉnh Quảng Yên (廣安省) trích từ Việt Nam toàn cảnh dư đồ (越南全境輿圖), năm 1885. Các địa danh ghi theo cột đứng từ đông sang tây: Ngũ Chỉ sơn (五指山), Tư Lặc đồn (思勒屯), Khách Hiên giác (客軒角); Tráng Nham bảo (壯巖堡); Đông Hưng phố (東興痡), Lương Tri bảo (良知堡); Kiếm sơn (劍山), Mang Mang phố (硭硭痡), Bạch Long Vĩ (白龍尾); Phong Phiến sơn (風扇山), Hải Ninh (海寧), Cổ Trà (古茶); Nga Sơn (峩山); Lộ Sào sơn (路巢山), Tiên Yên (先安); Vân Đồn đảo (雲屯島); Sơn Định (山定), Hoành Bồ (横蒲), Tuần Châu sơn (巡州山); Tướng Quân sơn (將軍山); Quảng Yên tỉnh (廣安省), Nghiêu Phong (堯封); Yên Tử sơn (安子山); Ngọa Vân sơn (臥雲山); Thập Vạn sơn (十萬山), Huyện? Tinh sơn (縣星山); Bản Phảng sơn (扳仿山).

Quảng Yên là một tỉnh cũ ở phía đông Bắc Bộ, Việt Nam. Tỉnh lị là thị xã Quảng Yên bên bờ sông Chanh, nay là thị xã Quảng Yên thuộc tỉnh Quảng Ninh.

## Lịch sử

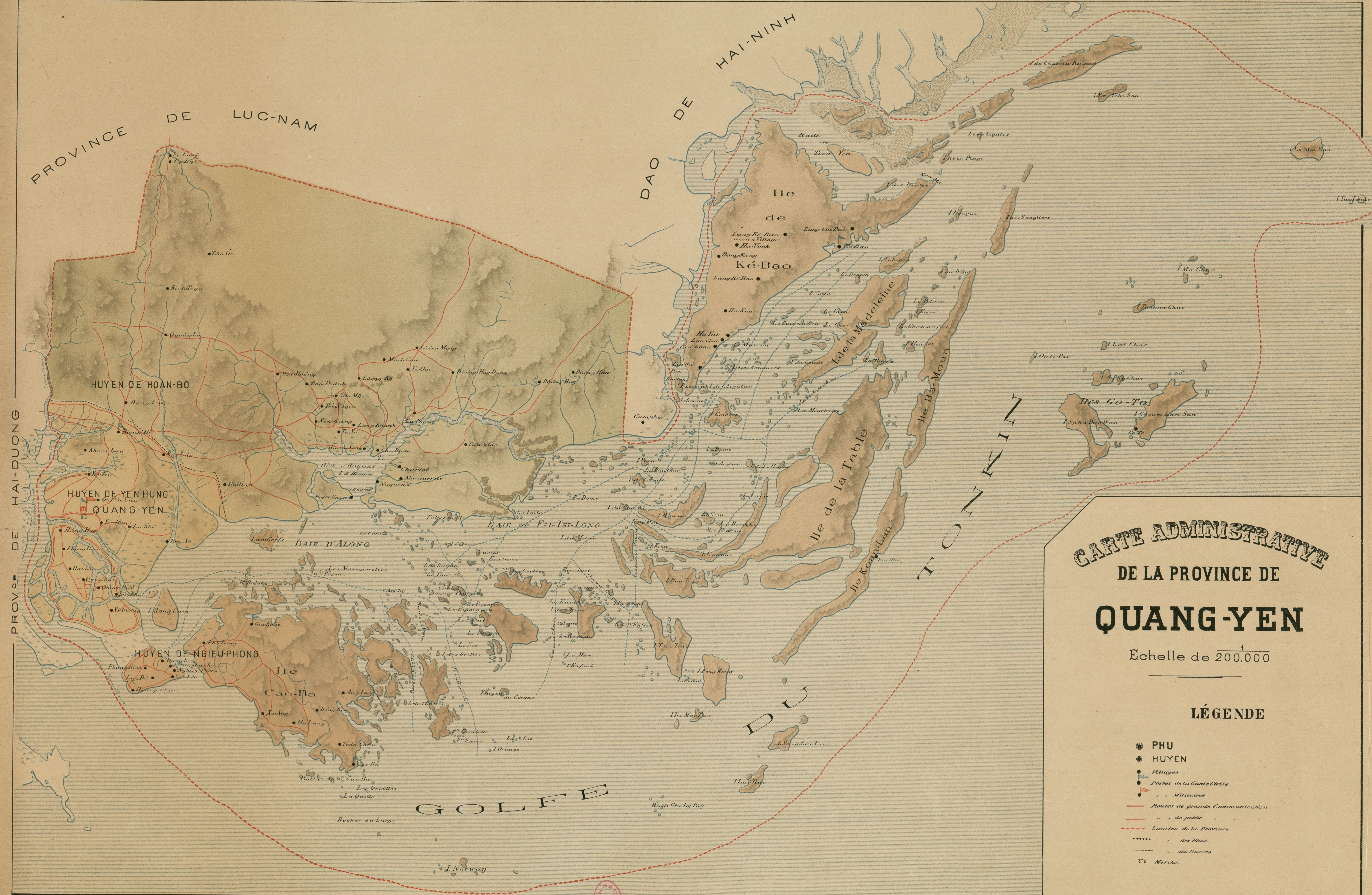
Bản đồ tỉnh Quảng Yên năm 1890

Tỉnh Quảng Yên được thành lập năm 1831, dưới thời Minh Mạng. Trước đó, nó là trấn An Bang thuộc Đông Đạo thời Lê, trấn An Quảng cuối thời Lê đầu thời Nguyễn. Còn gọi không chính thức là tỉnh Đông.

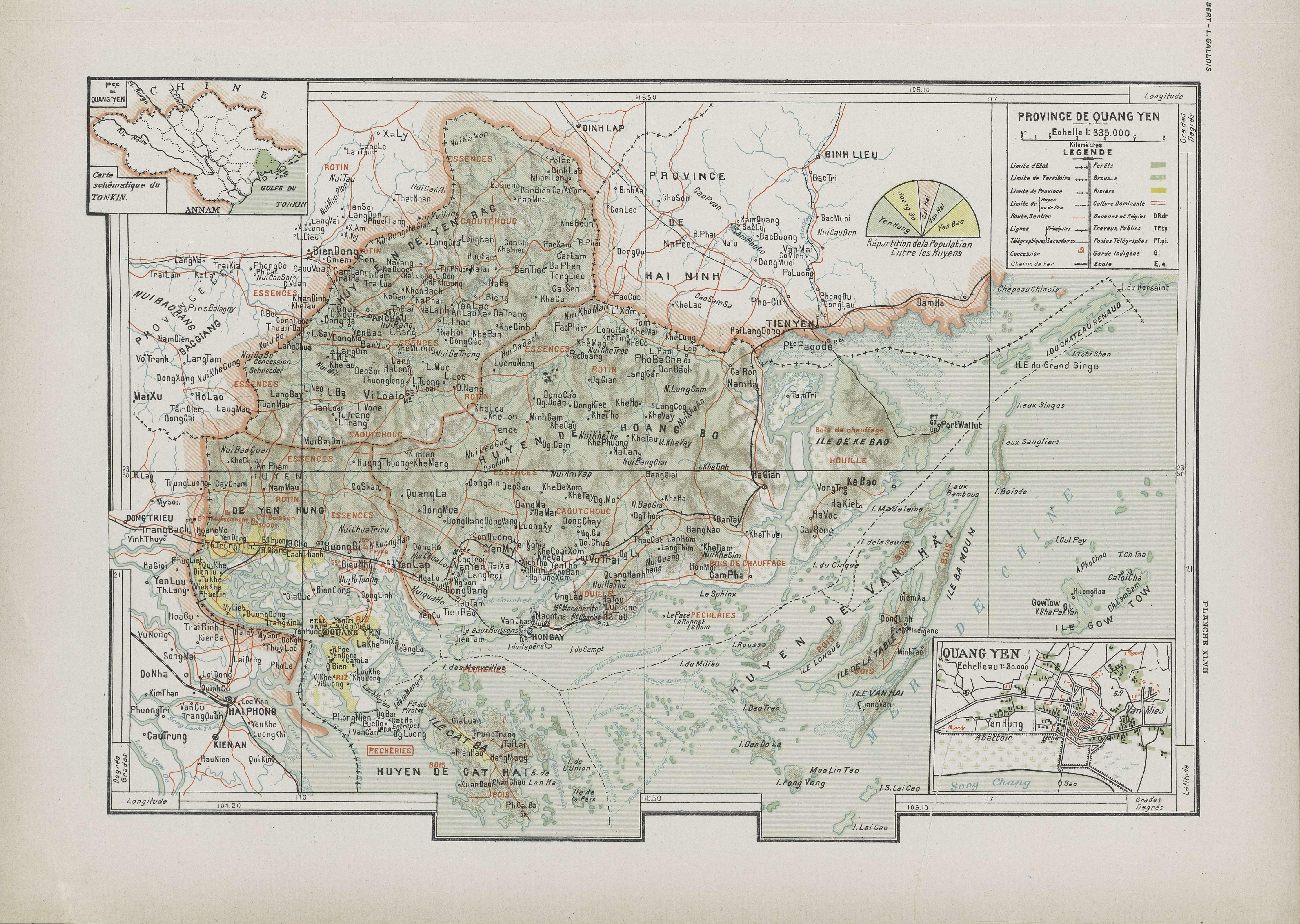
Bản đồ tỉnh Quảng Yên năm 1909

Năm 1906, tách phủ Hải Ninh khỏi tỉnh Quảng Yên lập thành tỉnh Hải Ninh, Fargeas làm công sứ đầu tiên.
Ngày 21 tháng 1 năm 1949, Ủy ban kháng chiến hành chính Liên khu I công nhận huyện Hoành Bồ gồm 10 xã thuộc tỉnh Quảng Yên.
Ngày 5 tháng 10 năm 1949, Ủy ban kháng chiến hành chính Liên khu I lại tách huyện Hoành Bồ khỏi tỉnh Quảng Yên, nhập vào Đặc khu Hồng Gai.
Ngày 7 tháng 11 năm 1949, sáp nhập hai huyện Nam Sách, Kinh Môn thuộc tỉnh Hải Dương và huyện Thủy Nguyên thuộc tỉnh Kiến An vào tỉnh Quảng Yên.
Đầu năm 1950, tỉnh Quảng Yên thuộc Liên khu Việt Bắc (1949 - 1956) và gồm 8 huyện: Chí Linh, Đông Triều, Yên Hưng, Cát Hải, Sơn Động, Kinh Môn, Nam Sách, Thủy Nguyên.
Ngày 4 tháng 3 năm 1950, huyện Thủy Nguyên được sáp nhập trở lại tỉnh Kiến An.
Ngày 22 tháng 2 năm 1955, tỉnh Quảng Yên và Đặc khu Hồng Gai hợp nhất thành khu Hồng Quảng. Khi đó 3 huyện Chí Linh, Kinh Môn, Nam Sách trả về tỉnh Hải Dương, còn huyện Sơn Động trả về tỉnh Bắc Giang.
Ngày 30 tháng 10 năm 1963, khu Hồng Quảng lại sáp nhập với tỉnh Hải Ninh thành tỉnh Quảng Ninh ngày nay.

## Hành chính

### Hành chính trước Nguyễn
- Thời Lý Thái Tổ gọi là châu Tĩnh Yên
- Thời Trần gọi là lộ Hải Đông, lộ An Bang
- Thời Lê Trung Hưng gọi là xứ An Quảng

### Hành chính thời Nguyễn
Đến năm 1822, thời vua Minh Mạng (1822), xứ An Quảng được gọi là trấn Quảng Yên.

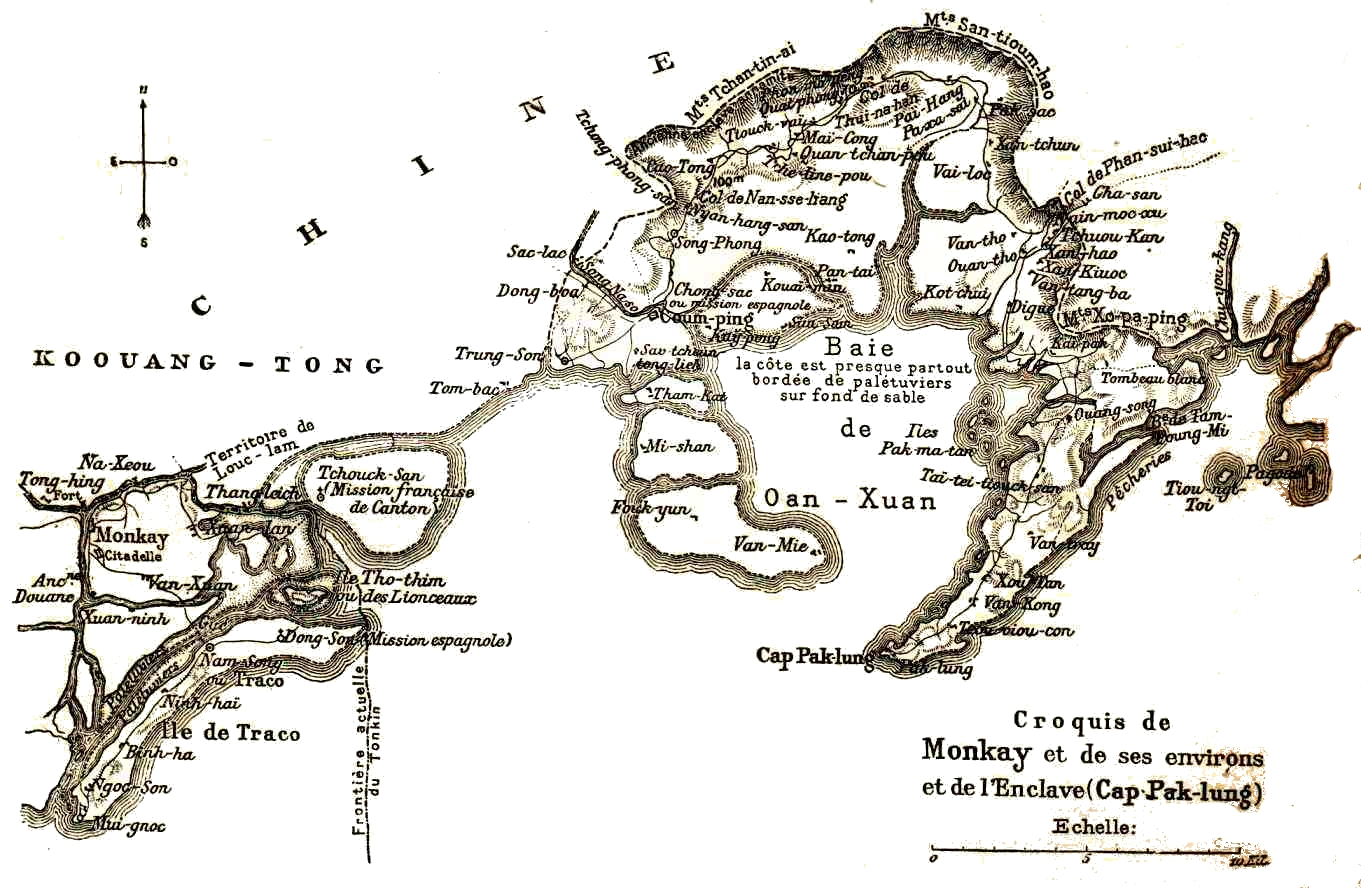
Công ước Pháp Thanh 1887 cắt cho nhà Thanh mũi Bạch Long hay mũi Bạch Long Vĩ (Paklung) thuộc xã An Lương, cùng các làng Trúc Sơn (Tchouck-san), Trường Bình, Đông Hưng (Tong-hing port), Mễ Sơn (米山, Mi-shan), Vạn Vĩ (澫尾 hay 萬尾, Van-mie), Mi Sơn tổng Hà Môn phủ Hải Ninh trên bản đồ năm 1888. Biên giới Việt-Hoa chuyển xuống phía nam, tới cửa sông Bắc Luân (sông Ka Long) ở Hải Ninh (Móng Cái).

Trấn Quảng Yên năm 1831 đổi thành tỉnh Quảng Yên gồm 1 phủ là phủ Hải Đông có 3 châu: Vân Đồn, Tiên Yên, Vạn Ninh và 3 huyện: Yên Hưng, Hoành Bồ, Hoa Phong:
- Châu Vân Đồn trước năm Minh Mạng 17 (1836) là tổng Vân Hải huyện Hoa Phong
- Châu Tiên Yên gồm 6 tổngː 
  - Tổng Hà Môn: Cẩm Phả, Hà Gián, Tiên Yên, Đại Dực,...
  - 3 tổng Đồn Độ, Bắc Lãng, Hậu Cơ Đình Lập: phố Đình Lập, Kiên Mộc, Bình Xá, phố Đà Than, phố Nam Sơn, phố Đại Lực, phố Đồng Tông
  - Tổng Vô Ngại có 4 làng xãː Vô Ngại, Tình Húc, Lục Hồn, Hiếu Dụ
  - Tổng Kiến Duyên hay Kiến Diên 建延, có 4 làng xãː Kiến Duyên, Đồng Tông, Đồng Tâm, Hoành Mô.
- Châu Vạn Ninh gồm 3 tổngː 
  - Tổng Bát Trang 八庄 hay còn gọi là Bát Tràng, có 9 làng xãː Bắc Nham (北岩), Tuy Lai (綏來), Hoằng Mông, Thượng Lại (上賴), Mông Sơn (蒙山), Cổ Hoằng (古弘), Vụ Khê (務溪), Tiêu Sơn (標山), Đông Sơn (東山)
  - Tổng Vạn Ninh có các làng xãː Vạn Ninh, Ninh Dương, Bán Cầu Thượng, Đoan Vượng (端旺, tức Đoan Tĩnh), Đa Mang, An Lương (''安良''), An Lương (phố), Vạn Xuân, Cây Đa, An Lạc, Xuân Lạn, Vĩnh Ninh[4]
  - Tổng Hà Môn là các làng xã cửa biển và hải đảo, có 19 làng xãː Đàm Hà, Dung Quốc, Hà Cối, Mã Tê, Mã Tề (phố), Lăng Khê, Na Tiền Đoài (那前, Na-Xeon), Na Tiền Đông (那前), Hà Quất Đoài, Hà Quất Đông, Đại Hoàng, Đại Hoàng (phố), Thanh Lãng, Trà Cổ, Đông Giang (東江), Mễ Sơn (米山, Mi-shan), Vạn Vĩ (澫尾 hay 萬尾, Van-Mie), Mi Sơn (楣山), An Lương (phường Công Ngư, sau thành Vạn Công (萬公)[4], Minh Quí (明盎?).[5]

Năm 1832, tách phủ Hải Đông thành 2 phủ:
- Phủ Sơn Định có châu Vân Đồn và 3 huyện: Yên Hưng, Hoành Bồ, Hoa Phong
- Phủ Hải Ninh có 2 châu: Tiên Yên và Vạn Ninh.

### Các làng xã bị mất về lãnh thổ Trung Quốc sau Công ước Pháp Thanh 1887

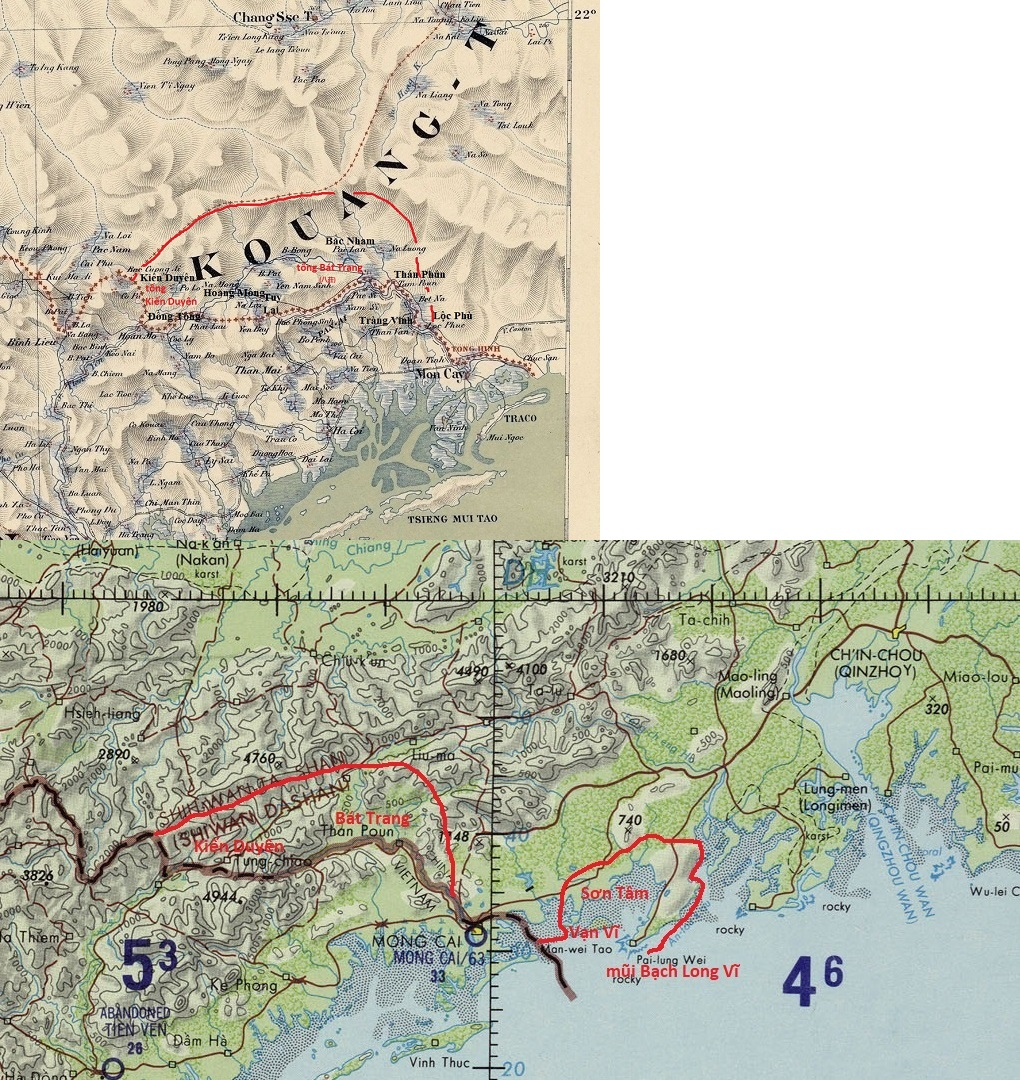
Các phần đất Việt Nam thuộc tỉnh Quảng Yên (Quảng Ninh) bị mất về Trung Quốc sau các công ước Pháp-Thanh 1887 và 1995

Công ước Pháp-Thanh 1887, cắt nhiều vùng đất thuộc phủ Hải Ninh của Việt Nam sang Trung Quốc, gồmː
- Đất nguyên của châu Tiên Yên là các xãː Kiến Diên, Đồng Tông thuộc tổng Kiến Duyên
- Đất nguyên của châu Vạn Ninhː 
  - Tổng Bát Tràng gồm các xã: Bắc Nham, Hoàng Mộng, Tuy Lai, Nật Sơn, Thượng Lại, Cổ Hoằng và Vụ Khê
  - Tổng Vạn Ninh gồm xã An Lương, phố An Lương
  - Tổng Hà Môn gồm xã Vạn Công An Lương (mũi Bạch Long Vĩ), Mễ Sơn (Mi-shan), Vạn Vĩ (Van-mie), Mi Sơn, xã Minh Quí (hay Quý Minh 贵明).

## Tỉnh Hải Ninh thời Pháp thuộc
Theo thống kê năm 1891 của Cao ủy Bắc Kỳ, tỉnh Hải Ninh do Rousseau làm phó công sứ, gồm có hai châu Hà Cối, Tiên Yên. Châu Hà Côi gồm có các tổng Ninh Hải, Vạn Ninh, Hà Môn, Bát Trang. Châu Tiên Yên có các tổng Hà Thanh, Đôn Đạt, Kiến Duyên, Hậu Cơ, Bắc Lăng. Vạn Xuân là tên một làng thuộc tổng Vạn Ninh. Tổng Vạn Ninh gồm có các làng Vạn Xuân, Xuân Lạng, Xuân Ninh, Ninh Dương, Vạn Ninh, Đoan Tĩnh, Phục Thiên và Hòa Lạc. Hòa Lạc là tên nguyên thủy của Móng Cái.
Theo Ngô Vi Liễn đầu thế kỷ 20 tỉnh Hải Ninh cóː
- Bang tá Đình Lập có tổng Hậu Cơ gồm các xã: Bắc Xá, Bính Xá, Đình Lập, Kiên Mộc.
- Châu Bình Liêu có 2 tổngː
  - Tổng Bình Liêu, gồm các xãː Lục Hồn, Tình Húc Động, Vô Ngại
  - Tổng Kiến Diên, gồm các xãː Hoành Mô, Đồng Tâm, Đồng Văn.
- Châu Móng Cái có 3 tổngː
  - Tổng Bát Tràng (Bát Trang) gồm các xãː Tam Mài (Tấn Mai, 進枚), Tràng Vĩnh (撞榮), Thán Phún (攤𤂫), Lộc Phù (碌扶)
  - Tổng Vạn Ninh gồm các xãː Đoan Tĩnh, Cốt Động, Cốt Động Nùng, Ninh Dương, Vạn Ninh, Vĩnh Thực, Vĩnh Thực Nùng
  - Tổng Ninh Hải gồm các xãː Vạn Xuân, Lục Lâm (Tục Lãm), Xuân Lạn, Xuân Lạn Nùng, Hòa Lạc, Xuân Ninh, Bình Ngọc, Trà Cổ.
- Châu Tiên Yên có 3 tổngː
  - Tổng Bắc Lãng, gồm các xã: Bắc Lãng, Châu Sơn, Điền Xá, Hà Lậu, Phong Dụ
  - Tổng Hà Thanh, gồm các xã: Dực Yên Nùng, Đại Dực, Đại Dực Động
  - Tổng Hải Yên, gồm các xã: Hải Lãng, Hải Lãng Động, Tiên Yên, Yên Than, Mũi Chùa (Pointe Pagode).

## Tỉnh Quảng Yên thời Pháp thuộc
Bản đồ năm 1890 cho thấy 
- Huyện Yên Hưng
- Huyện Ngieu Phong
- Huyện Hoàng Bồ

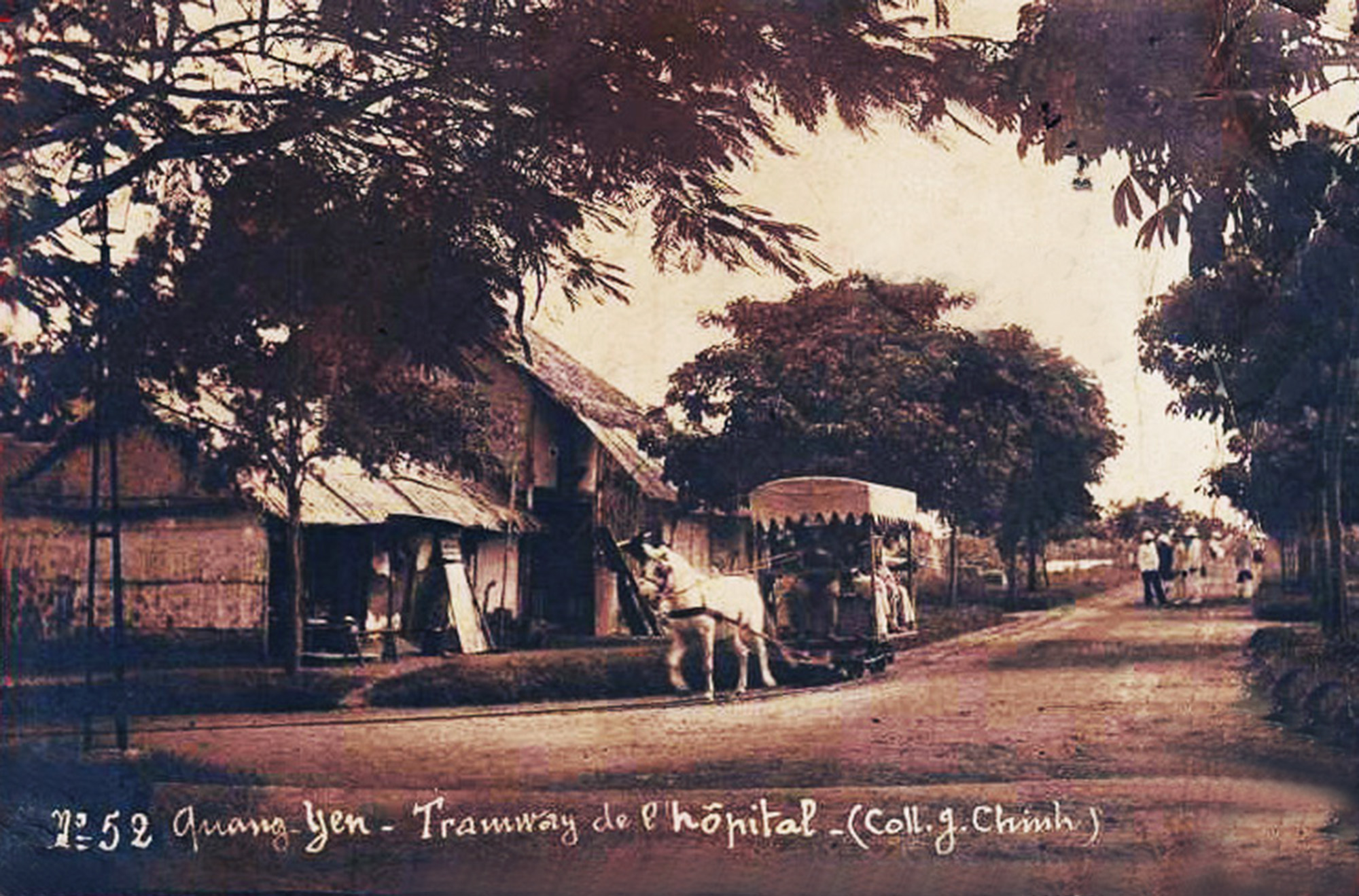
Ảnh chụp Quảng Yên của người Pháp với chú thích "Decauville - Tonkin - Quảng Yên - Tramway de l'Hôpital (Collection J Chinh)"

Các công sứ Pháp ở Quảng Yên gồm: Boissière (1886), Martin-Dupont (1887), Benoit (1889), Groleau (1891), Doumergue (1892), G. Benoit (1893, lần 2), N. Auer (1900), Benoit (lần 3, 1901), Guerrier (1905), Perret (1906), Fitte (1907), Conrandy (1910), Pellereau (1911), Petitet (1912)...